# Gadające głowy
Gadające głowy – polski czarno-biały film dokumentalny z 1980 według scenariusza i w reżyserii Krzysztofa Kieślowskiego, wyprodukowany w Wytwórni Filmów Dokumentalnych w Warszawie. Film przedstawia serię wywiadów z osobami w różnym wieku, z których wyłania się zbiorowy portret Polaków żyjących na przełomie lat 70. i 80.

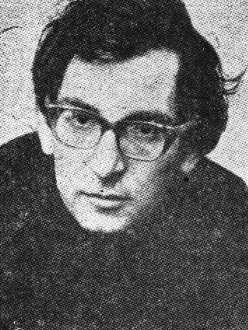
Krzysztof Kieślowski, reżyser filmu (1972)

## Treść
Gadające głowy to zbiorowy portret Polaków żyjących na przełomie lat 70. i 80. Metoda, jaką przyjął Kieślowski podczas kręcenia filmu, polegała na zadawaniu różnym pokoleniom Polaków (od niemowląt do osób w starszym wieku) tych samych czterech pytań:
- w którym roku się urodziłeś?
- kim ty jesteś?
- co jest dla ciebie najważniejsze?
- czego byś chciał (czego oczekujesz od przyszłości)?

Notka dystrybucyjna Telewizji Polskiej wymienia szereg odpowiedzi na to ostatnie pytanie, które mogły zaniepokoić ówczesne władze:
Oto mówią: chciałbym, żeby zniknął brak poszanowania; żeby ludzie robili coś dla innych, nie tylko dla siebie; wolności, która nie preferowałaby najsilniejszych; żeby ludzie zrozumieli, że prawdziwe przyczyny agresji nie leżą w nich; żebyśmy żyli odważnie; żeby wszyscy dobrzy ludzie łączyli się ku dobremu; żeby ludzie nie bali się innych; żeby każdy mógł swobodnie decydować o swoim losie; żeby mniej było łokci i pleców, a więcej serca i rozumu; pragnę wprowadzenia w sposób rzeczywisty, nie werbalny, dwóch pojęć: demokracja i tolerancja; lepszej sprawiedliwości; żyć w warunkach demokracji i poczucia bezpieczeństwa; żyć w świecie rzeczywistym, który nie byłby fikcją i pozorami...
Wybrani bohaterowie Gadających głów mieli kilka dni przed rozpoczęciem zdjęć, aby zastanowić się nad swoją odpowiedzią przed kamerą. Kieślowski uważnie wysłuchiwał swoich rozmówców, nie naruszając ich prywatności. Metoda dokumentalna Kieślowskiego pozwalała przyjrzeć się poglądom Polaków w różnym wieku, ale też o różnej pozycji społecznej. Ostatnie ujęcie filmu przedstawia stulatkę, która na pytanie „Co by pani chciała” odpowiada „Chciałabym dłużej żyć… dłużej żyć” i uśmiecha się.

## Odbiór
Film został ukończony jeszcze w 1979 roku, ale dopiero po wydarzeniach sierpniowych 1980 roku trafił do szerszej dystrybucji, zdobywając wyróżnienie honorowe na Międzynarodowym Festiwalu Filmów Dokumentalnych w Oberhausen. Mikołaj Jazdon uznawał Gadające głowy za „historię ludzkiej twarzy”, argumentując iż w filmie Kieślowskiego „oblicza kolejnych postaci, coraz starszych, odsłaniają zmiany zachodzące z upływem czasu w ludzkiej fizjonomii”.

## Kontynuacje i nawiązania
W 1997 roku grupa studentów polonistyki Uniwersytetu Warszawskiego – Anna Kaplińska, Iwona Kurz, Jacek Łagowski, Emilia Sadowska, Aleksandra Sekla oraz Teodor Sobczak – zrealizowała krótkometrażowy film dokumentalny zatytułowany Kwestionariusz, w którym setce Polaków zadano takie same pytania, jakie Kieślowski postawił swoim ankietowanym.
W 2004 roku powstał film Gadające głowy II, wyreżyserowany przez Krzysztofa Wierzbickiego. Reżyser przywołuje sceny z dokumentu Kieślowskiego, ponownie oddaje głos niektórym bohaterom, którzy odpowiadali na pytania Kieślowskiego, pozwala im przed kamerą skomentować swoje ówczesne stwierdzenia. Druga część filmu to powtórzenie ankiety, jaką niegdyś przeprowadził Kieślowski, wśród Polaków XXI wieku. Marek Haltof zauważał, że diagnoza stawiana społeczeństwu polskiemu przez Wierzbickiego jest daleko bardziej pesymistyczna niż u Kieślowskiego. O ile zakończenie Gadających głów pomagało „wprowadzić optymistyczną nutę do pesymistycznej diagnozy polskiego społeczeństwa pod panowaniem komunizmu”, o tyle film Wierzbickiego „wyraża rozczarowanie długo oczekiwaną wolnością polityczną”.
Film stał się również inspiracją dla Wolhy Daszuk, która w 2016 roku wyreżyserowała dokument Partret, w którym próbowała stworzyć zbiorowy portret społeczeństwa białoruskiego.
Zespół Myslovitz na płycie Happiness Is Easy z 2006 roku zamieścił piosenkę „Gadające głowy 80-06”, która jest inspirowana dokumentem Kieślowskiego. Tekst w znacznej części składa się z cytatów i parafraz wypowiedzi bohaterów filmu Kieślowskiego.